# Guam ved OL
Guam deltog første gang i olympiske lege under Sommer-OL 1988 i Seoul og har deltaget i samtlige efterfølgende sommerlege. De har deltaget en gang i vinterlege, under Vinter-OL 1988 i Calgary. Guam har aldrig vundet nogen medalje. 

## Medaljeoversigt
| Guams medaljer under de olympiske sommerlege | Guams medaljer under de olympiske sommerlege | Guams medaljer under de olympiske sommerlege | Guams medaljer under de olympiske sommerlege | Guams medaljer under de olympiske sommerlege | Guams medaljer under de olympiske sommerlege |                     | Guams medaljer under [[[Olympiske vinterlege\|de olympiske vinterlege]] | Guams medaljer under [[[Olympiske vinterlege\|de olympiske vinterlege]] | Guams medaljer under [[[Olympiske vinterlege\|de olympiske vinterlege]] | Guams medaljer under [[[Olympiske vinterlege\|de olympiske vinterlege]] | Guams medaljer under [[[Olympiske vinterlege\|de olympiske vinterlege]] | Guams medaljer under [[[Olympiske vinterlege\|de olympiske vinterlege]] |
| Lege                                         | Guld                                         | Sølv                                         | Bronze                                       | Totalt                                       | Rang                                         | Lege                | Guld                                                                    | Sølv                                                                    | Bronze                                                                  | Totalt                                                                  | Rang                                                                    |                                                                         |
| 1988 Seoul                                   | 0                                            | 0                                            | 0                                            | 0                                            | –                                            | 1988 Calgary        | 0                                                                       | 0                                                                       | 0                                                                       | 0                                                                       | –                                                                       |                                                                         |
| 1992 Barcelona                               | 0                                            | 0                                            | 0                                            | 0                                            | –                                            | 1992 Albertville    | Deltog ikke                                                             | Deltog ikke                                                             | Deltog ikke                                                             | Deltog ikke                                                             | Deltog ikke                                                             |                                                                         |
| 1996 Atlanta                                 | 0                                            | 0                                            | 0                                            | 0                                            | –                                            | 1994 Lillehammer    | Deltog ikke                                                             | Deltog ikke                                                             | Deltog ikke                                                             | Deltog ikke                                                             | Deltog ikke                                                             |                                                                         |
| 2000 Sydney                                  | 0                                            | 0                                            | 0                                            | 0                                            | –                                            | 1998 Nagano         | Deltog ikke                                                             | Deltog ikke                                                             | Deltog ikke                                                             | Deltog ikke                                                             | Deltog ikke                                                             |                                                                         |
| 2004 Athen                                   | 0                                            | 0                                            | 0                                            | 0                                            | –                                            | 2002 Salt Lake City | Deltog ikke                                                             | Deltog ikke                                                             | Deltog ikke                                                             | Deltog ikke                                                             | Deltog ikke                                                             |                                                                         |
| 2008 Beijing                                 | 0                                            | 0                                            | 0                                            | 0                                            | –                                            | 2006 Torino         | Deltog ikke                                                             | Deltog ikke                                                             | Deltog ikke                                                             | Deltog ikke                                                             | Deltog ikke                                                             |                                                                         |
| 2012 London                                  | 0                                            | 0                                            | 0                                            | 0                                            | –                                            | 2010 Vancouver      | Deltog ikke                                                             | Deltog ikke                                                             | Deltog ikke                                                             | Deltog ikke                                                             | Deltog ikke                                                             |                                                                         |
| 2016 Rio de Janeiro                          | 0                                            | 0                                            | 0                                            | 0                                            | –                                            | 2014 Sotji          | Deltog ikke                                                             | Deltog ikke                                                             | Deltog ikke                                                             | Deltog ikke                                                             | Deltog ikke                                                             |                                                                         |
| 2020 Tokyo                                   |                                              |                                              |                                              |                                              |                                              | 2018 Pyeongchang    | Deltog ikke                                                             | Deltog ikke                                                             | Deltog ikke                                                             | Deltog ikke                                                             | Deltog ikke                                                             |                                                                         |
| Totalt                                       | 0                                            | 0                                            | 0                                            | 0                                            |                                              | Totalt              | 0                                                                       | 0                                                                       | 0                                                                       | 0                                                                       |                                                                         |                                                                         |